# Billy Gould
William David Gould est un musicien américain ne le 24 avril 1963. Il est connu pour être le bassiste du groupe Faith No More.

## Matériel
Billy Gould a débuté sur une Aria et sur des amplificateurs Peavey puis a principalement joué sur une basse Zon. Il joue principalement au plectre.

## Discographie

### Avec Faith No More
- 1985 : We Care a Lot
- 1987 : Introduce Yourself
- 1989 : The Real Thing
- 1992 : Angel Dust
- 1995 : King for a Day... Fool for a Lifetime
- 1997 : Album of the Year
- 2015 : Sol Invictus